# ロボティック・プロセス・オートメーション
ロボティック・プロセス・オートメーション（英語: robotic process automation、RPA）は、ソフトウェアロボット（ボット） または仮想知的労働者（英語: digital labor）と呼ばれる概念に基づく、事業プロセス自動化技術の一種である。デスクトップ作業のみに絞ったものをロボティック・デスクトップ・オートメーション（RDA）と呼び、RPAと区別することもある。
従来のワークフロー自動化ツールでは、ソフトウェア開発者は、アクションリストを作成してからアプリケーションプログラミングインターフェイス（API）や専用のスクリプト言語を使用して、タスクの自動化とバックエンドシステムとのインターフェイスを構築する。一方、RPAシステムは、ユーザーがアプリケーションのグラフィカルユーザーインターフェイス （GUI）でそのタスクを実行するのを監視・識別してアクションリストを作成し、記録したタスクをGUI上で直接繰り返すことで自動化を実行する。これにより、APIを備えていない製品で自動化を使用する際の障壁を低くすることができる。これは人間の定めた判断基準や業務内容を受動的に行うものであるため、人工知能（AI）のようにビッグデータをもとにして能動的判断を行うわけではない。そのため、単純作業に対し絶大な効果を持つが、業務ルールの変更に弱いという点がある。
RPAツールは、グラフィカルユーザーインターフェイステスト自動化ツールと技術的にとても似ている。テスト自動化ツールも、多くの場合、ユーザーが実行するGUI操作を繰り返すことで自動化を行う。 RPAツールは、請求書が添付された電子メールの受信、データ抽出、 簿記システムへの入力など、複数のアプリケーション間でデータを処理できる機能がある点で、これらのテスト自動化ツールとは異なる。 

## 進化の歴史
自動化の形式として、同じ概念が画面スクレイピングとして長い間存在していたが、RPAは大企業での使用に耐えうるほど、十分に成熟し、回復力があり、スケール可能で信頼性が高い新しいソフトウェアプラットフォームとなっており、画面スクレイピング技術の大幅な技術的進化であると考えられている。

## RPAソフトウェアの特徴
プログラミングなしでボットの作成が可能
RPAシステムによるボットの作成にはコーディングが不要である。プログラミング経験のない業務ユーザーであっても、数週間のトレーニングを受けることで、RPAツールを利用した自動化処理を進められる。多くのRPAのプラットフォームはMicrosoft Visioのようにフローチャートに沿ったデザインで設計されている。自動化処理は、GUIで各処理のアイコンをドラッグアンドドロップすることで作成できる。
既存のシステムに影響を与えない
ボットは、人間と同じようにログインIDとパスワードを使用して通常のユーザーインターフェイスを通して他のコンピューターシステムにアクセスする。そのため、操作されるコンピューターシステム側のプログラミングロジックを変更する必要がない。
ユーザー部門主導で導入可能
RPAは使いやすくITシステムへの影響が軽微なため、ユーザー部門主導で導入を進めることができ、業務プロセス自動化のハードルが大幅に下がる。大人数で実施されていない退屈なタスクがある場合でも、RPAを使うとタスクを経済的にボットに実行させることが可能である。

## RPAの実行環境
RPAをサービスとしてホスティングすることは、ソフトウェアロボットの比喩とも一致する。各ボットインスタンスは、人間の労働者のように独自の仮想ワークステーションを割り当てられている。ボットは、キーボードとマウスを操作してアクションを自動的に実行する。通常、これらのアクションはすべて、画面上ではなく仮想環境で実行される。ボットは動作に物理的な画面を必要とせず仮想的に処理する。これらのようなアーキテクチャに基づいた最新のソリューションのスケーラビリティは、 仮想化技術によるところが大きい。そうでなければ、物理ハードウェアを利用・管理するコストによって最大数が制限されてしまう。企業におけるRPAの実装は、従来の非RPAソリューションと比較した場合、劇的なコスト削減を示す。 
ただし、RPAにはいくつかのリスクもあるといわれている。RPAは革新を抑制し、意図していない方法でGUIを使用することを考慮すると、既存のソフトウェアの管理と維持がより複雑になるという批判もある。 

### 自動化の実現性・安定性
RPAは手作業で行っている業務やパソコン操作を自動化し、業務効率を向上させる目的がある。基幹システムの入力、照会、データ取得などWindowsアプリケーションの操作や、データ集計などのEXCEL操作が主な自動化対象業務となるが、画面や操作対象となる項目の指定方法が4つ存在する。 
1. HTMLタグ、UIタグによる項目指定
2. キーボード操作による項目指定
3. 画像内の座標による項目指定
4. 画面内の座標による項目指定

この中では、1.が一番安定性が高く、4.が安定性が低く、誤作動や停止を起こしやすい。

### RPAとRDA
RPAは、ボットの作成と実行を行うためのデスクトップソフトウェアと、それらを管理・監視するためのサーバソフトウェアで構成され、組織全体の生産性向上を主目的としているが、RDAは前者のデスクトップソフトウェアのみが提供され、個人の生産性向上を主目的としている。日本では働き方改革ブームが追い風となってRPAが加速的に進化し、欧米企業のトップダウンによるオペレーション業務置き換えと異なる使われ方をしており、活用している業務範囲は日本が世界で一番広く、現場主導でRDAとして広まっている。

## RPAがもたらす雇用への影響
ハーバードビジネスレビューによると、RPAを採用したほとんどの組織では、自動化による解雇はしないと従業員に約束したという。代わりに、労働者はより高度な仕事に再配置された。ある学術研究では、ナレッジワーカーは自動化の脅威にさらされず、彼らはロボットをチームメイトとして受け入れたことが報告されている。また同研究によると「人員」の削減でなく、同じ人数でより多くの仕事と生産性を達成するようにテクノロジーが使われたという。 
一方、RPAの出現によって、ビジネス・プロセス・アウトソーシング（BPO）が脅威にさらされるというアナリストもいる。過去BPO業者にアウトソーシングされていた業務がソフトウェアロボットで自動化できる可能性が増えている。企業にとってアウトソーシングされた業務を引き続きBPO業者に委託するか、RPAを導入し内製化するかを再考する必要性が出てくる。一方BPO業者は中国やインド等の低賃金リソースを利用してビジネスを展開してきたが、RPAの積極的な取り入れ等ビジネスモデルの転換が求められている。

### 社会への影響
学術研究によると、他の技術動向の中で、RPAが世界の労働市場で生産性と効率性の新たな波を作り出すと予想されている。 オックスフォード大学は、RPAだけが原因ではないものの、2035年までに全雇用の最大35％が自動化される可能性があると推測している。 日本では、生産年齢人口の減少や、非日本語話者の増加も相まって更なるニーズが出てくることが予想される。

## RPAの将来
企業や自治体は業務の効率化や生産性の向上を目的とし、RPAの導入を図っている。しかし、実際のところRPAで自動化できるのは、企業全体の業務プロセスのうち1割にも満たないのが現状であり、RPAのステージアップが求められている。ステージの取り方にはいくつかの定義があるが、定型業務しかできない現在のRPAから、機械学習・人工知能等の技術を用いることにより非定型作業を自動化するRPA、さらにはプロセスの分析や改善、意思決定までを自ら自動化する高度な自律型のRPAの開発を目指している。

## RPAビジネスの現状
Grand View Research, Inc.は、2018年10月に調査を実施し、RPA市場の主要企業は Automation Anywhere Inc.、Blue Prism Group PLC、UiPath Inc.、Be Informed B.V.、OpenSpan、Jacada, Inc.であると述べた。調査会社Everest Groupによると、業界のリーダーはUiPath、Automation Anywhere、Blue Prism、NICEであるという。
2019年10月にIDCから発表されたレポートによると、日本の2018年の国内RPAソフトウェア市場は前年比成長率が113.5%と、世界平均と比べても急速に成長していることがうかがわれる。
また、2020年の日本国内大手企業におけるRPAソフトウェア市場シェア(浸透率)は、1位UiPath、2位RPAテクノロジーズ(BizRobo!)、3位NTTアドバンステクノロジ(WinActor)、4位Blue Prism、5位pegaRPAである。
その後もRPA市場の成長は続いているが、2019年度の新型コロナウイルス感染症の流行により、IT投資の抑制傾向やRPAツールベンダーの事業活動の制限等を受け、勢いに陰りが見られている。